# 14 seksistowskich piosenek
14 seksistowskich piosenek – album muzyczny zespołu Anti Dread wydany w 2003 r. przez wytwórnię Jimmy Jazz Records. Muzyka tworzona przez zespół i prezentowana w ramach tego albumu zaliczana jest do gatunku punk rock, częściowo w stylistyce zbliżonej do street punk/oi! i rock and roll. Było to debiutancki, pierwszy album muzyczny w historii kapeli.

## Historia
Zespół muzyczny Anti Dread powstał w 2003 r., w Szczecinie. Pod koniec tego właśnie roku wytwórnia Jimmy Jazz Records wydała pierwszy, debiutancki album grupy. Otrzymał on tytuł „14 Seksistowskich Piosenek”. Nagrania materiału na album dokonano w studiu nagraniowym „Elvis Van Tomato” z Warszawy.
Album został nagrany i wydany w okresie, kiedy skład zespołu nie był podany do publicznej wiadomości. Wiadomo było jedynie, że w zespole występuje pięciu członków. W zasadzie muzycy występowali niemal incognito. Nawet w wywiadach na pytanie kto występuje w zespole, odpowiedzi były zazwyczaj wymijające. Przykładowo odpowiedź jednego z członków zespołu w jednym z wywiadów nie zawierała żadnych konkretów i lawirowała w kierunku takich stwierdzeń jak: chcemy też zostać tajemniczymi Don Pedrami, ... aspirujemy do wielu tytułów .... Z konkretnych informacji jakie ewentualnie przekazywali można było dowiedzieć się jedynie o zakresie instrumentariów. Ta strategia pewnej tajemniczości co do składu kapeli, przy wydawaniu kolejnych albumów, została w późniejszym okresie działalności zespołu zarzucona. Jak wskazują muzycy, nie było takiego założenia, a jedynie początkowa chęć sprawdzenia co będzie i jak będzie przy takim podejściu. Możliwość trwałego grania incognito wykluczały przecież choćby koncerty i oczywista rozpoznawalność członków zespołu znanych już także z innych kapel.
Następny, drugi album grupa wydała na początku 2005 r. pod tytułem „Jeszcze Więcej Seksistowskich Piosenek”.

## Tytuł i kontrowersje
Albumowi nadano tytuł „14 Seksistowskich Piosenek”. Liczba zawarta w tytule odzwierciedla liczbę utworów zawartych w albumie. Natomiast dalsza część tytułu ma związek z kontrowersyjnymi kwestiami związanymi z posądzaniem muzyków o seksizm, zarówno w odniesieniu do działalności w zespole Anti Dread, jak innych zespołach, w których część muzyków działała, w tym The Analogs. Tutaj za komentarz może posłużyć między innymi jedna z wypowiedzi jednego z członków kapeli, który podsumowuje ten zarzut prostymi, ale też nieco przewrotnymi stwierdzeniami, cytat: Lubimy dziewczyny, niektórym to wystarczy żeby nas okrzyczeć seksistami. Chcieliśmy ich uprzedzić i okrzyknęliśmy się sami. Niech wymyślą coś innego. oraz że dziewczyny są bardzo fajne, a interesowanie się nimi to nic złego. Ponadto lider zespołu wskazuje, że na bardziej zaangażowanej części sceny punk, to tam każde mówienie o kobiecie jest traktowane jako seksizm, co powoduje, że niemal z góry teksty do dziewczynach, kobietach w utworach zespołów punk 77 czy skinhead, z góry są uznawane za seksistowskie. Te kontrowersje częściowo niewątpliwie są także pokłosiem akcji skierowanych przez feministki wobec zespołu The Analogs, który uważany był przez pewien czas za wrogów feministek i ekologów, co jak przyznaje lider Anti Dred i równocześnie The Analogs, podsycali swego czasu sami muzycy i dobrze przy tym się bawili.

## Skład zespołu
Zespół wydał ten album w następującym składzie:
- Paweł "Piguła" Czekała: gitara, wokal (wspierający, chórki), produkcja
- Błażej Halski: gitara, wokal (wspierający, chórki)
- Paweł "Dmuchacz" Boguszewski: perkusja
- Piotr Półtorak: wokal
- Dariusz "Kefir" Śmietanka: gitara basowa[2][7][12]).

Gościnnie na instrumentach klawiszowych wystąpił "Kolarz".

## Utwory
| lp. | tytuł                       | CD | kaseta | czas |
| --- | --------------------------- | -- | ------ | ---- |
| 1   | Chcę być gwiazdą punk rocka | 1  | A1     | 2:15 |
| 2   | Debil                       | 2  | A2     | 2:54 |
| 3   | Policja na plecach          | 3  | A3     | 3:11 |
| 4   | Przeklinam ten świat        | 4  | A4     | 3:57 |
| 5   | Feministka                  | 5  | A5     | 2:54 |
| 6   | Miłość to choroba           | 6  | A6     | 2:56 |
| 7   | Miękkie serce               | 7  | A7     | 3:23 |
| 8   | Manifest                    | 8  | B8     | 2:49 |
| 9   | Antysocjal                  | 9  | B9     | 1:31 |
| 10  | Mogła mieć cały świat       | 10 | B10    | 2:53 |
| 11  | Nie wierzę ci               | 11 | B11    | 2:59 |
| 12  | Piękni i puści              | 12 | B12    | 3:09 |
| 13  | Komputerowy wojownik        | 13 | B13    | 2:22 |
| 14  | Generator stop!!!           | 14 | B14    | 2:53 |

## Covery
Pośród utworów zamieszczonych w albumie zamieszczono covery następujących wykonawców:
- Eddy Grant[5][6], ale w wersji The Clash[5][6][16] („Police On My Back” – „Policja Na Plecach”[6][16])
- Sex Pistols[5][6][16] („Pretty Vacant” – „Piękni i Puści”[6][16])
- Skrewdriver[5][6][16] („Antisocial” – „Antysocjal”[6][16]).

## Muzyka i teksty
Debiutancki album muzyczny zespołu Anti Dread pod tytułem „14 Seksistowskich Piosenek” zawiera twórczość, którą zarówno krytycy jak i sami muzycy zaliczają do nurtu punk rocka. W szczególności jest to muzyka stylistycznie nawiązująca do punk'77. W kompozycjach dostrzega się także wyraźne nawiązania do nurtu street punk / oi oraz rock and roll. Z tego względu zaprezentowana w albumie twórczość porównywana jest do dokonań takich między innymi zespołów jak The Vibrators, The Lurkers, Angelic Upstarts, The Boys, The Undertones. Pewnych podobieństw w twórczości można doszukać się także z grupą Bulbulators. Sami muzycy ówcześnie zaś chcieli być odbierani jak The Undertones, Ramones, The Clash, Sex Pistols.
Pod względem tekstowym dominuje wizja damsko-męskiego świata, odwieczna walka płci, dziewczyny, miłość, przemoc, uliczne życie, zabawa, alkohol, bez zagłębiania się w jakiekolwiek ideologie, na luzie.

## Odbiór i opinie
Opinie dotyczące tego albumu są przeważnie pozytywne. Jak wskazują niektórzy recenzenci album zawiera niezłe piosenki, w których zwracają uwagę między innymi sprawne chórki, dobre solówki zawarte w utworach w odpowiednich proporcjach, często chwytliwe refreny. Jest to muzyka prosta i zgodna ze stylem życia muzyków, a przede wszystkim muzyka punk rockowa jaką sami lubią. Krytycy zwracają przy tym uwagę, że muzyka zawarta na tym debiutanckim albumie jest ostrzejsza i bardziej street punkowa niż późniejsze kolejne albumy tego zespołu, co jak w późniejszych latach wyjaśnili muzycy było zgodne z ich nowymi pomysłami na kolejne nagrania. Według niektórych ocen jest to najbardziej melodyjny i przebojowy album w historii zespołu (z perspektywy albumu „Zestaw Do Samobójstwa” wydanego w 2008 r. i wcześniejszych), z porywająca muzyką i tekstami doskonale pasującymi do klimatu muzyki Anti Dread. Utwory zawarte w albumie to kawał niezłej roboty z duża dawką melodii.

## Kontrowersje związane z utworem Antysocjal
Jednym z utworów zamieszczonych w albumie jest kompozycja zatatuowana „Antysocjal”. Jest to cover utworu „Antisocial” pierwotnie wykonywanego przez zespół Skrewdriver. Już sam fakt sięgnięcia po twórczość tego zespołu wzbudza kontrowersje, szczególnie w środowiskach lewackich. Jednakże jak wyjaśniają muzycy nie powinien on wzbudzać kontrowersji, gdyż utwór ten pochodzi z pierwszej ich płyty, a więc z okresu działalności, kiedy była to po prostu kapela punk rockowa, nie związana jeszcze zupełnie ze sceną prawicową, Rock Against Communism i ideami prawicowymi, faszystowskimi czy nacjonalistycznymi. Także przekaz z niego płynący nie nosi jakichkolwiek tego typu znamion. Ponadto niektórzy autorzy publikacji traktują ten utwór jako swego rodzaju prowokację.